# Gignod

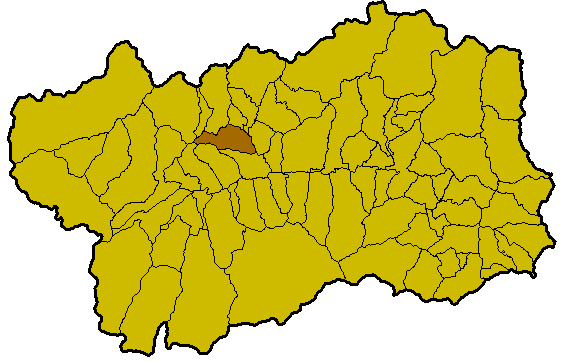
Ubicación del municipio de Gignod en el Valle de Aosta.

Gignod es una localidad italiana de Valle de Aosta, con 1.524 habitantes.

## Evolución demográfica
| Gráfica de evolución demográfica de Gignod entre 1861 y 2001 |
|                                                              |
| Fuente ISTAT - elaboración gráfica de Wikipedia              |